# Припковићево четворојеванђеље
Припковићево четворојеванђеље, Припковићево јеванђеље или Четворојеванђеље крстјанина Твртка Припковића је српски препис четири Јеванђеља из последње четвртине XIV века. Припада групи рукописа из Гиљфердингове збирке.
Четворојеванђеље крстјанина Твртка Припковића преписано је у првој половини XIV вијека, на пергаменту  уставном ћирилицом и садржи 260 страна. Пронађено је у Пљевљима 1875. године. Димензија је 19,7 X 14,5 цм. 
Чува се у Государственој публичној библиотеци у Санкт Петербургу. На листу 259 налази се краћи описчетворојеванђеља и запис писара који гласи: „А записа божиом милостију крстиенин а зовом Твртко Припковић землом Гомиланин“.  На истој страни курзивним писмом запис „Бог зна нека е то свина била“, што показује да је ово четворојеванђеље било у посједу неког православног манастира. Одсуство икавских облика и употреба назала говори да рукопис припада првим деценијама XIV века.
Ово четворојеванђеље по своме декоративном систему припада типично рукописима у којима текст тече непрекинуто, па према томе и илуминација, односно поједина јеванђеља не почињу на новим страницама, као у осталим јужнословенским рукописима. Илуминација његова се састоји из заставица и декоративног иницијала са фантастичним елементима.
На почетку Јеванђеља по Матеју (л.2r) је заставица образована са четири реда неправилних прстенова. Контуре преплетних трака су црне, а основа заставице је црвена, бледозелена и тамноплава. Овај тип орнаментике има многобројне паралеле у старим рашким рукописима.
Јеванђељу по Марку, испод текста глава јеванђеља је представљен симбол јеванђелисте Марка у облику крилатог грифона црвене боје. Почетак јеванђеља по Марку (л.81r) је украшен веома занимљивом заставицом коју образују преплети и стилизоване палмете црвених контура на тамнозеленој основи. Истих је боја стилизовани иницијал З.
Изнад глава Јеванђеља по Луки (л.124v) налази се дугачка, уска заставица украшена разврежалом лозицом, са врстом акротерија изнад горње ивице. Акротерије су зелене боје, а основа заставице црвене.
Почетак Јеванђеља по Луки (л.126r) наглашава заставица у облику портикуса, украшеног уплетеним чворовима зелене и црвене боје. Тај орнамент је веома распрострањен у рукописима уже Србије и оних насталих у јужним областима. Иницијал П на почетку текста је истих боја, али битно различите стилизације. Украшен је лозицом и полупалметама.
Испод краја Јеванђеља по Луки (л.198r), а изнад глава Јеванђеља по Јовану, које је означено као главе по Луки, налази се дугачка заставица украшена разврежалом лозицом са тачкастим орнаментима. Основа заставице је зелена, контуре су црне, а тачкице окер.
Изнад почетка текста јеванђеља по Јовану (л.198v), у ствари уњета у средини текста глава по истом јеванђељу, налази се заставица зелене и црвене основе украшене окер палметицама.
На крају јеванђеља по Јовану (л.261r) уњета је заставица која се обично налази на почетку текста. Има урез на доњем дијелу,  који је обично предвиђен за текст, односно наслов. Заставица је украшена флоралним орнаментима стилски сродним са заставицом на почетку истог јеванђеља. Боје су окер, жута и црвена.